# マイケル・ヴァルタン
マイケル・ヴァルタン（Michael Vartan, 1968年11月27日 - ）は、アメリカ合衆国の俳優である。

## 来歴
1968年フランス・パリ郊外ブローニュ・ビヤンクール生れ。アメリカで活躍する長身で端正な顔立ちの俳優。父親はブルガリア生れのフランス人でジャズ・トランペッター・音楽プロデューサー・作曲家のエディ・ヴァルタン（Eddie Vartan、2001年逝去）、母親はポーランド生まれのアメリカ人。父親エディは、1960年代から現在もなおフランスの国民的人気歌手・アーティストであるシルヴィ・ヴァルタン（Sylvie Vartan）の実兄で、シルヴィを音楽界に導いた人であり彼女のブレーンの一人であった。
両親は5歳の時に離婚しているが、叔母であるシルヴィに大変に可愛がられ、彼女が1970年代初めから彼女の一人息子ダヴィド（David Hallyday）をフランス・マスコミの悪影響から避けるためアメリカ西海岸ロサンゼルスで育て始めるが、この頃マイケルもロサンゼルスに渡っており二人の男の子はフランスでもアメリカでも殆ど何時も一緒で兄弟の様に仲良く育つ。父親の住むフランスと母親の住むアメリカを行き来するが、結局18歳の時にアメリカに落ち着く。本人はプロのビリヤード・プレイヤーになりたいと思っていたが、周りに勧められて演技のクラスを取り、1991年にフランス映画でデビュー。
『エイリアス』で恋人役だったジェニファー・ガーナーと実生活でも交際し、婚約寸前だったが破局。直後にガーナーはベン・アフレックと交際し、妊娠して結婚してしまった。その時点ではまだ劇中では恋人同士の役であったため、ヴァルタンのその後の出演については色々と囁かれることとなった。
アイスホッケーが趣味で、エイリアスでも何度かホッケーをしているシーンがある。『エイリアス』以外のテレビドラマでは『フレンズ』や『アリー my Love』、『エイリアス』で共演したブラッドリー・クーパー主演の『キッチン・コンフィデンシャル』などへのゲスト出演がある。

## 主な出演作品

### 映画
- フィオリーレ/花月の伝説 Fiorile (1993)
- ハッピィブルー The Pallbearer (1996)
- デッドマンズ・カーブ Dead Man's Curve (1998)
- 25年目のキス Never Been Kissed (1999)
- 2番目に幸せなこと The Next Best Thing (2000)
- ストーカー One Hour Photo (2002)
- ウエディング宣言 Monster-in-Law (2005)
- マンイーター ROGUE (2007)
- コロンビアーナ Colombiana (2011)
- ワールド・オン・ファイアー RING OF FIRE (2012)

### テレビシリーズ
- エイリアス Alias (2001-2006)
- しあわせの処方箋 HAWTHORNE (2009-2011)